# Jüdischer Friedhof (Langerwehe)

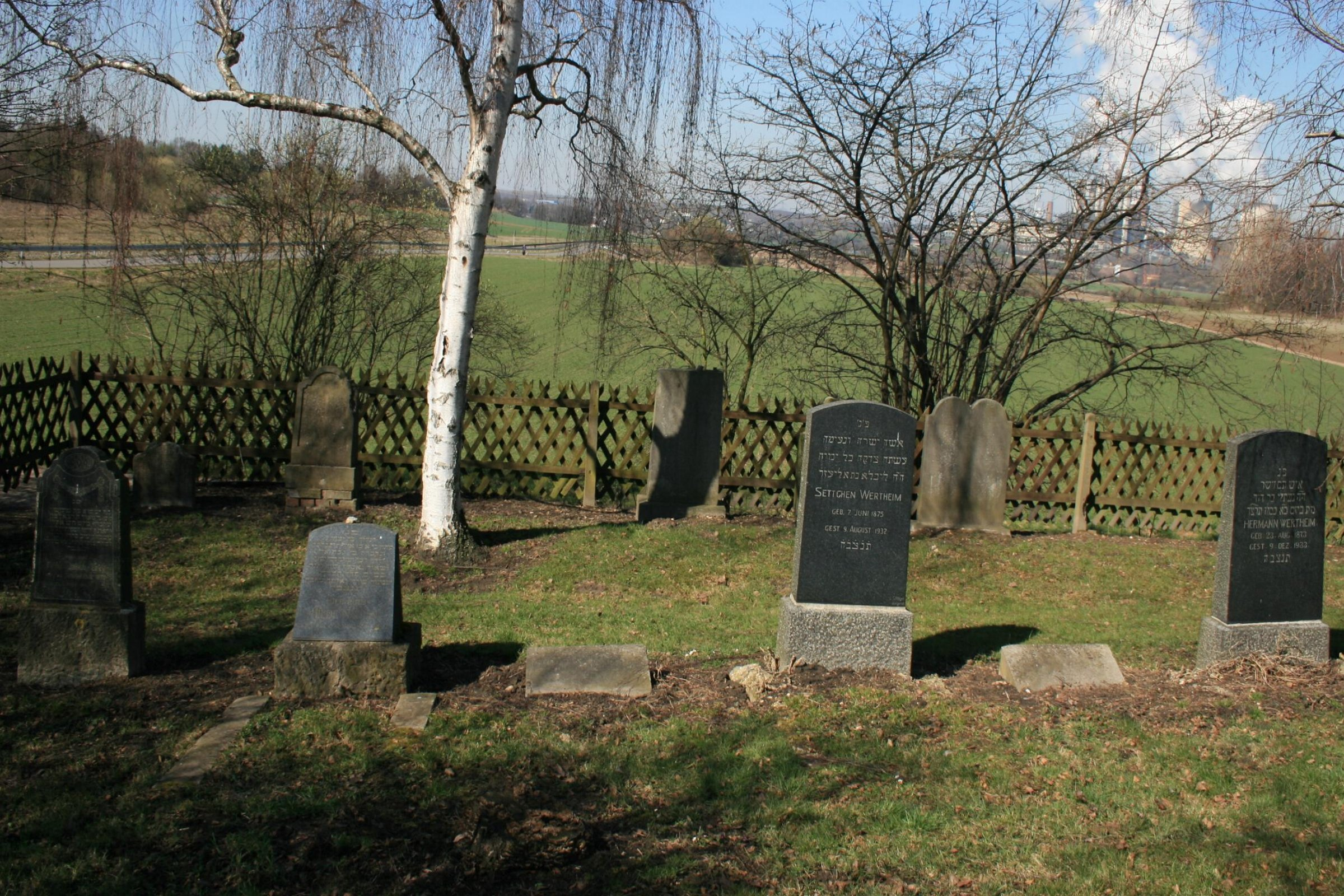
Jüdischer Friedhof in Langerwehe

Der Jüdische Friedhof liegt in Langerwehe im Kreis Düren in Nordrhein-Westfalen.
Der etwa 12 m × 60 m große Friedhof liegt am Ortsausgang Richtung Weisweiler rechts von der Bundesstraße 264 etwa 50 m von der Straße entfernt. Der umzäunte Friedhof ist mit Birken und Rasen bewachsen.
Er wurde von 1870 bis 1936 belegt. Es sind noch 32 Grabsteine (Mazewot) vorhanden.
In Sichtweite befindet sich – innerhalb eines Privatgrundstückes – der Vorgängerfriedhof, der bis 1870 benutzt wurde.